# Пилигримас, Юозас Антанович
Юозас Антанович Пилигримас — советский хозяйственный и политический деятель.

## Биография
Родился в 1911 году в Салочяе. Член КПСС.
Окончил Республиканскую партийную школу.
Участник подпольного коммунистического движения в межвоенной Литве.
Участник Великой Отечественной войны
В 1944—1948 гг. — первый секретарь Вилкавишского, Кедайнского укомов КП(б) Литвы.
В 1950—1952 гг. — начальник политотдела 16-й Литовской стрелковой дивизии.
В 1952—1953 гг. — председатель Марьямпольского райисполкома.
В 1953—1958 гг. — председатель Каунасского горисполкома.
Избирался депутатом Верховного Совета Литовской ССР 2-4-го созывов.
Умер в 1983 году в Каунасе.

## Награды
- Орден Ленина (20.07.1950)
- Орден Трудового Красного Знамени (08.04.1947)